# Лиманська сільська рада (Білгород-Дністровський район)
Лима́нська сільська́ ра́да — орган місцевого самоврядування Лиманської сільської громади в Білгород-Дністровському районі Одеської області.

## Склад ради
Рада складається з 18 депутатів та голови.
- Голова ради: Резниченко Василь Іванович

### Керівний склад попередніх скликань
| Прізвище, ім'я, по батькові | Основні відомості                                                                         | Дата обрання | Дата звільнення |
| --------------------------- | ----------------------------------------------------------------------------------------- | ------------ | --------------- |
| Чебан Олег Леонідович       | Сільський голова, 1972 року народження, освіта вища, член Соціалістичної партії України   | 26.03.2006   | 31.10.2010      |
| Чебан Олег Леонідович       | Сільський голова, 1972 року народження, освіта вища                                       | 31.10.2010   | 24.02.2013      |
| Резниченко Василь Іванович  | Сільський голова, 1980 року народження, освіта середня спеціальна, член партії "Наш край" | 15.12.2013   | Нині на посаді  |

Примітка: таблиця складена за даними сайту Верховної Ради України

### Депутати
За результатами місцевих виборів 2010 року депутатами ради стали:

#### За суб'єктами висування
| Суб'єкт висування                 | Кількість обраних депутатів | %    |
| --------------------------------- | --------------------------- | ---- |
| Партія регіонів                   | 13                          | 72,2 |
| Народна партія                    | 2                           | 11,1 |
| Самовисування                     | 2                           | 11,1 |
| Політична партія «Сильна Україна» | 1                           | 5,6  |

#### За округами
| № округу                          | Прізвище, ім'я, по батькові         | Дата визнання обраним | Освіта             | Партійна приналежність                  | Відомості про обраного депутата                                         |
| --------------------------------- | ----------------------------------- | --------------------- | ------------------ | --------------------------------------- | ----------------------------------------------------------------------- |
| Народна Партія                    |                                     |                       |                    |                                         |                                                                         |
| 3                                 | Балінська Інна Оксентіївна          | 02.11.2010            | середня спеціальна | член Народної партії                    | дитячий садочок «Колосок» в с. Лиман, завідувачка                       |
| 13                                | Крайник Володимир Михайлович        | 02.11.2010            | середня спеціальна | позапартійний                           | Лиманська сільська рада, спортивний інструктор                          |
| Партія регіонів                   |                                     |                       |                    |                                         |                                                                         |
| 2                                 | Головченко Олександр Аврамович      | 02.11.2010            | середня            | позапартійний                           | база відпочинку «СМУ −24», директор                                     |
| 4                                 | Кометіані Олеся Миколаївна          | 02.11.2010            | вища               | член Партії регіонів                    | Лиманська сільська рада, землевпорядник                                 |
| 5                                 | Петренко Катерина Вікторівна        | 02.11.2010            | середня спеціальна | член Партії регіонів                    | Лиманська дільниця ветеринарної медицини, завідувачка                   |
| 6                                 | Дяченко Тетяна Олександрівна        | 02.11.2010            | вища               | член Партії регіонів                    | фермерське господарство «Вікторія», бухгалтер                           |
| 8                                 | Зінченко Валентина Феодосіївна      | 02.11.2010            | вища               | член Партії регіонів                    | Лиманська загальноосвітня школа, вчитель                                |
| 9                                 | Кожухаренко Олександр Купріянович   | 02.11.2010            | вища               | член Партії регіонів                    | фермерське господарство «Вікторія», заступник голови                    |
| 11                                | Заграничний Володимир Володимирович | 02.11.2010            | вища               | член Партії регіонів                    | тимчасово не працює                                                     |
| 12                                | Прохорова Людмила Іванівна          | 02.11.2010            | вища               | член Партії регіонів                    | Лиманська загальноосвітня школа, завуч позакласної роботи               |
| 14                                | Колісниченко Іван Васильович        | 02.11.2010            | середня спеціальна | позапартійний                           | пенсіонер                                                               |
| 15                                | Будяченко Геннадій Гаврилович       | 02.11.2010            | середня спеціальна | член Партії регіонів                    | фермерське господарство «Будяченко», голова                             |
| 16                                | Нікітенко Анатолій Миколайович      | 02.11.2010            | вища               | позапартійний                           | пенсіонер                                                               |
| 17                                | Горбатюк Олександр Афанасійович     | 02.11.2010            | вища               | член Партії регіонів                    | Лиманський сільхоз комунхоз, директор                                   |
| 18                                | Загранична Валентина Федорівна      | 02.11.2010            | вища               | член Партії регіонів                    | Лиманська загальноосвітня школа, в.о.директора                          |
| Політична партія «Сильна Україна» |                                     |                       |                    |                                         |                                                                         |
| 10                                | Левченко Василь Григорович          | 02.11.2010            | вища               | член Політичної партії «Сильна Україна» | Лиманська ветлікарня, завідувач                                         |
| Самовисування                     |                                     |                       |                    |                                         |                                                                         |
| 1                                 | Кожухаренко Іван Євтихійович        | 02.11.2010            | середня            | позапартійний                           | Татарбунарське міжрегіональне управління водного господарства, машиніст |
| 7                                 | Дяченко Вікторія Євгенівна          | 02.11.2010            | вища               | позапартійна                            | Лиманська сільська рада, секретар                                       |